# Junius Paul

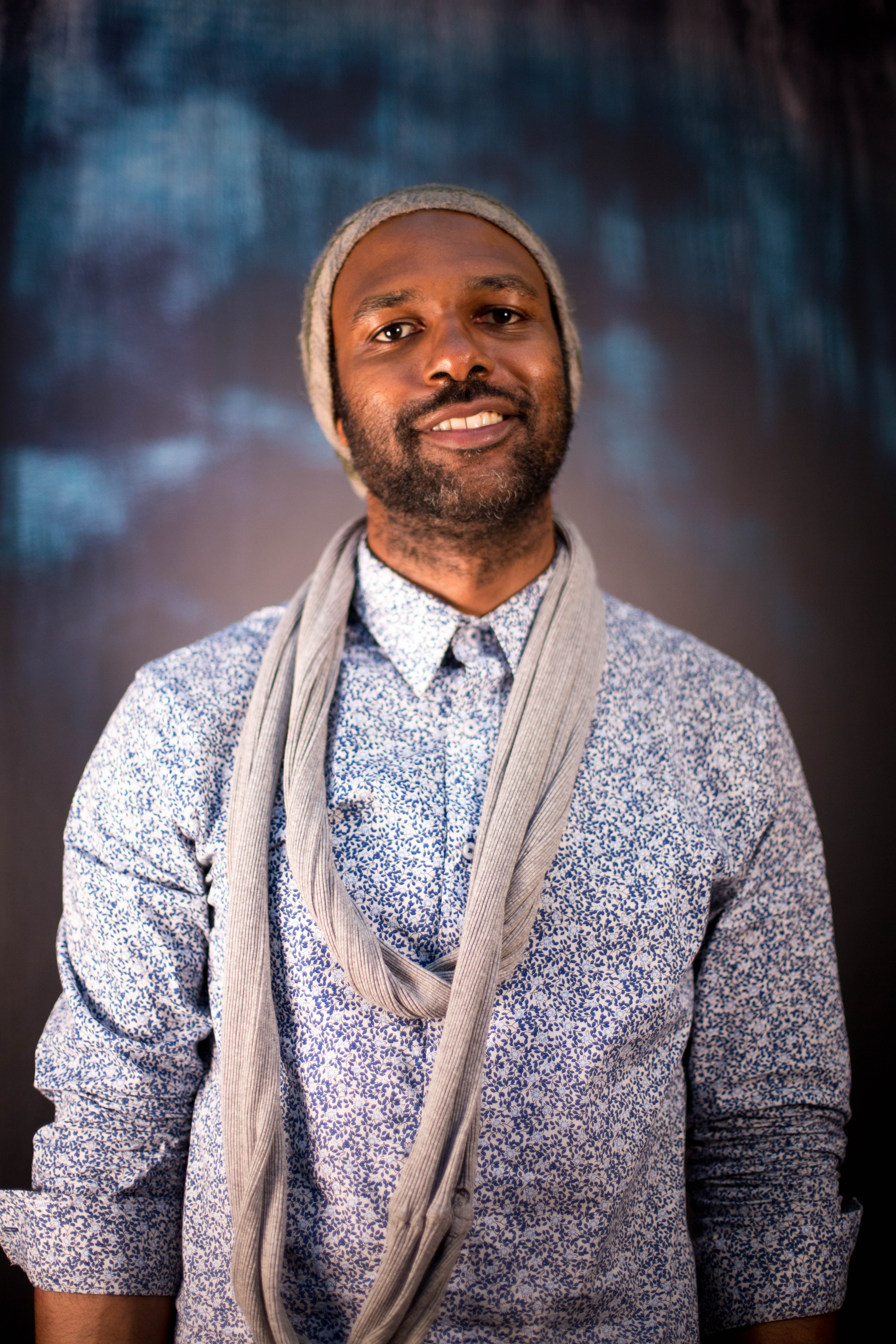
Junius Paul

Junius Paul (* um 1987) ist ein US-amerikanischer Jazzmusiker (Kontrabass, E-Bass).

## Leben und Wirken
Paul wuchs im Raum Chicago auf und studierte an der Xavier University. Neben dem Jazz arbeitete er bislang außerdem im Bereich von Hip-Hop, House Music, Funk, Klassik und Gospel. Im Bereich des Jazz war er zwischen 2007 und 2019 an 29 Aufnahmesessions beteiligt, u. a. mit Dee Alexander, Ernest Dawkins, Kahil El’Zabar, Makaya McCraven (Universal Beings, 2018), Nicole Mitchell und Corey Wilkes. 2015 spielte er im Roscoe Mitchell Quartet mit Tomeka Reid und Vincent Davis. Sein optisches Markenzeichen sind gemusterte Strumpfhosen bzw. Strickstrumpfhosen, die er sowohl als Straßenkleidung, als auch bei seinen Auftritten trägt. Unter eigenem Namen legte Paul 2019 das Album Ism vor, an dem u. a. Jim Baker, Scott Hesse, Marquis Hill, Makaya McCraven, Tomeka Reid, Isaiah Spencer und Corey Wilkes mitgewirkt hatten. Zu hören ist er u. a. auch auf Makaya McCravens Album In These Times (2022) und Marquis Hills EP Rituals + Routines (2023).

## Diskographische Hinweise

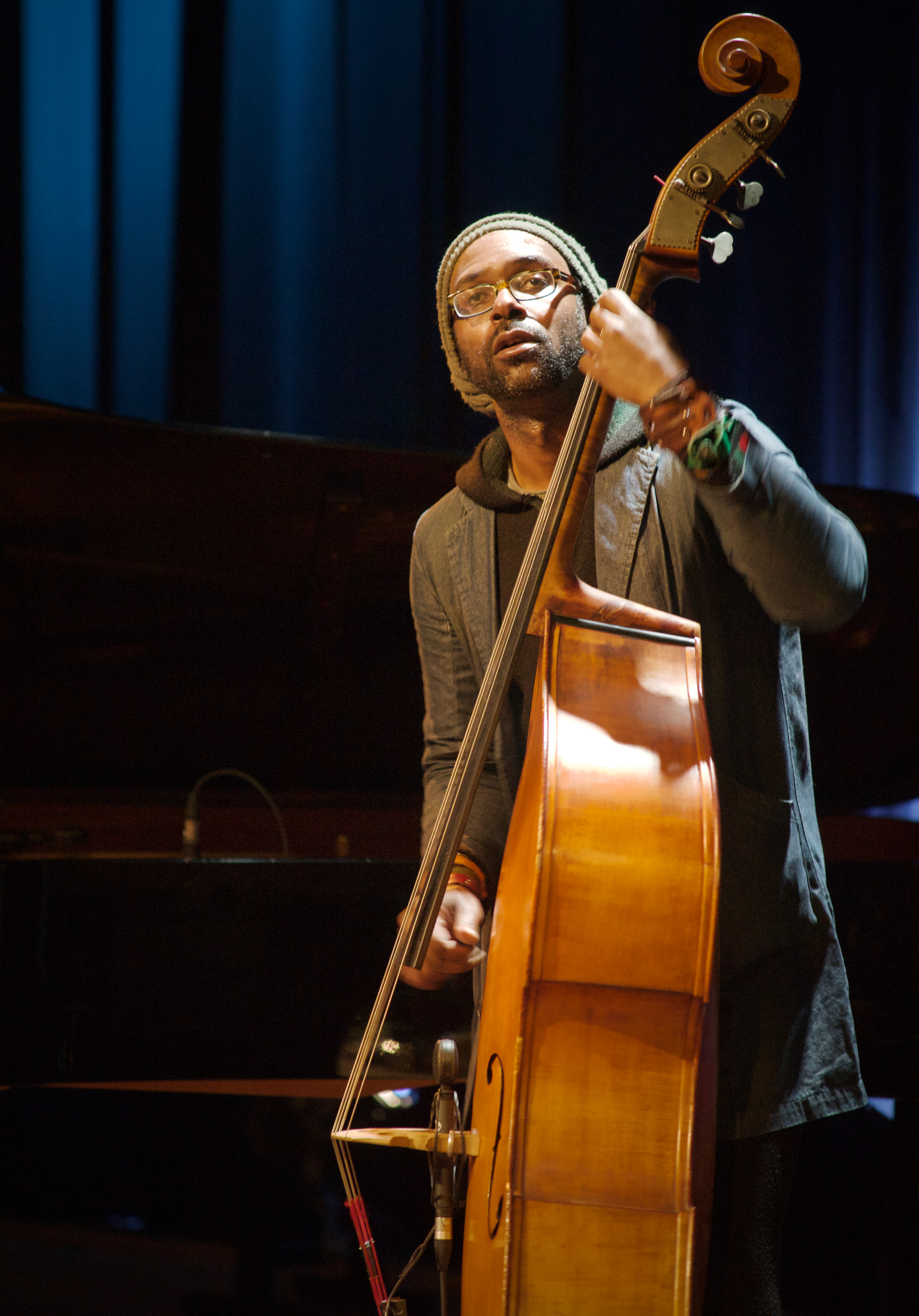
Junius Paul mit dem Marquis Hill Blacktet 2019 in Amsterdam

- Corey Wilkes & Abstrakt Pulse: Cries from Tha Ghetto (Pi Recordings, 2009)
- Ernest Dawkins: Afro Straight (Delmark Records, 2012)
- Kahil El’Zabar: Follow the Sun (Delmark Records, 2013)
- Makaya McCraven: In the Moment (2015)
- Juius Paul: Ism (International Anthem Recording Company, 2019)
- Art Ensemble of Chicago: We Are on the Edge: A 50th Anniversary Celebration (2019)
- Makaya McCraven: Deciphering the Message (2021)